# Mai Thế Dương
Mai Thế Dương (sinh 1954), người Tày, là đại biểu Quốc hội Việt Nam khóa XI, thuộc đoàn đại biểu Bắc Kạn.
Ông là Ủy viên Ban Chấp hành Trung ương Đảng các khóa IX, X, XI.
Từng giữ các chức vụ:
Ủy viên Thường vụ Tỉnh ủy, Trưởng ban Tổ chức Tỉnh ủy Bắc Cạn (1997)
Bí thư Tỉnh ủy Bắc Cạn
Phó Chủ nhiệm Thường trực Ủy ban Kiểm tra Trung ương Đảng Cộng sản Việt Nam.
Ông nghỉ hưu năm 2016. 